# استخرو
استخرو، روستایی از توابع بخش نوک‌آباد شهرستان خاش در استان سیستان و بلوچستان ایران است.

## جمعیت
این روستا در دهستان نازیل قرار دارد و براساس سرشماری مرکز آمار ایران در سال ۱۳۸۵، جمعیت آن ۱۸۱ نفر (۵۱خانوار) بوده‌است.